# Волока (Черновицкий район)
Воло́ка (укр. Волока) — село в Черновицком районе Черновицкой области Украины. Административный центр Волоковской сельской общины.
До 2020 года входило в Глыбокский район
Население по переписи 2001 года составляло 3035 человек. Почтовый индекс — 60413. Телефонный код — 3734. Код КОАТУУ — 7321080901.

## Известные жители и уроженцы
- Довгей, Мария Прокофьевна (1934—2004) — Герой Социалистического Труда.